# Phyllophaga ciudadensis
Phyllophaga ciudadensis är en skalbaggsart som beskrevs av Bates 1888. Phyllophaga ciudadensis ingår i släktet Phyllophaga och familjen Melolonthidae. Inga underarter finns listade i Catalogue of Life.